# ペルソナ (ユーザーエクスペリエンス)
ペルソナ(persona)とは、ユーザー中心設計やマーケティングにおいて、サイト、ブランド、製品を使用する典型的なユーザーを表すために作成された仮想的な人物像のことである。種類に応じて、ユーザーペルソナ、カスタマーペルソナ、バイヤーペルソナとも呼ばれる。マーケティング担当者は、ペルソナを、特定のセグメントを代表するように定性的ペルソナを構築するマーケットセグメンテーションと共に使用することがある。ペルソナという用語は、ネットワークやコンピュータのアプリケーションだけでなく、（アナログ的な）広告でも広く使われており、その場合は「ペン・ポートレート」(pen portrait)のような他の用語が使われることもある。
ペルソナは、ブランドのバイヤーやユーザーの目的、欲求、限界を考慮して、サービス、製品、ウェブサイトの機能、インタラクション、ビジュアルデザインなどのインタラクション空間についての意思決定を導くのに役立つ。ペルソナは、ソフトウェアを設計するためのユーザー中心設計プロセスの一部として使用されることもあり、インタラクションデザイン(IxD)の一部と考えられている。工業デザインのほか、最近ではオンラインマーケティングのためにも使用されている。
ユーザーペルソナは、ユーザーの仮説グループの目的と行動を表現したものである。ほとんどの場合、ペルソナは、ユーザーに対するインタビューから収集したデータから生成される。ペルソナは、行動パターン、目的、スキル、態度などを含む1～2ページの説明文で表現され、ペルソナを現実的なキャラクターにするために、架空の個人的な詳細が含まれている。ペルソナは、ヒューマンコンピュータインタラクション(HCI)以外にも、営業、広告、マーケティング、システム設計などでも広く使われている。ペルソナは、与えられたペルソナにマッチする人々の共通の行動、見通し、および潜在的な反対意見を提供する。

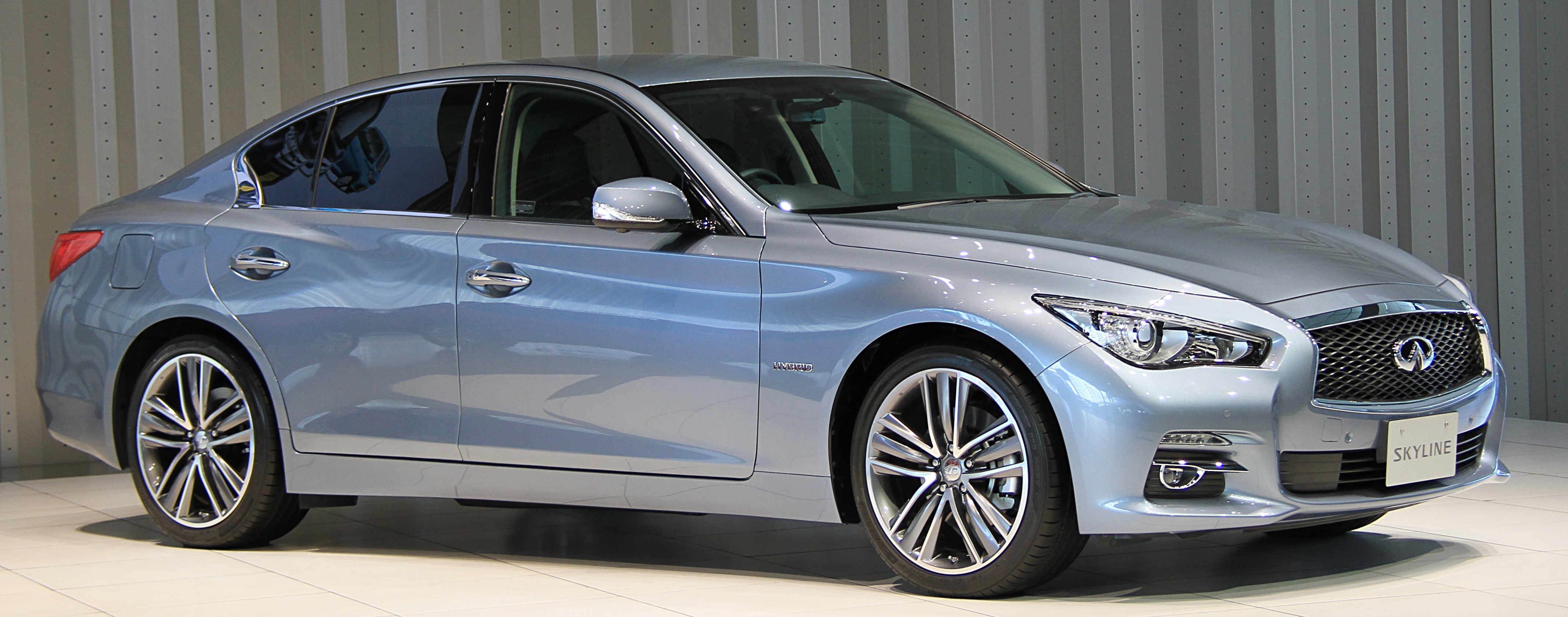
2013年に発表された日産・スカイラインセダン V37。メーカーはターゲットとして「年齢でいうと40代前半の男性。共働きの奥さんがいて、娘が１人。外資系企業で管理職をしており、非常にタフな環境の第一戦で活躍している人。都心のタワーマンションに住んでいる」（引用）という人物像を描いた。

## 歴史
ソフトウェア設計において、ソフトウェア開発の先駆者として知られるアラン・クーパーが、ユーザーペルソナの概念を提唱した。1983年から、彼は7〜8人のユーザーとの非公式なインタビューから得たデータを用いて、ペルソナがどのようなものになるかのプロトタイプを使い始めた。1995年からは、一般化されたユーザーではなく特定のユーザーが、どのようにソフトウェアを使用し、ソフトウェアと接するかについて取り組んでいる。この手法は、1999年に出版された著書The Inmates are Running the Asylumによって、オンラインビジネスやオンライン技術のコミュニティに広まった。この本の中でクーパーは、ペルソナを作成するための一般的な特徴、使用法、およびベストプラクティスを概説し、ソフトウェアは単一の原型的なユーザーのために設計されることを推奨している。
顧客セグメントを一貫性のあるアイデンティティを持つコミュニティとして理解するというコンセプトは、1993-4年にアンガス・ジェンキンソン(Angus Jenkinson)によって開発され、オグルヴィ社によって国際的に採用された。ここでは、顧客はCustomerPrintsという名前で「生活の中の一日のアーキタイプの記述」として使用されている。その後、これらの顧客セグメントやコミュニティを表現するために、想像上の架空のキャラクターを作成した。ジェンキンソンのアプローチは、想像上のキャラクターをブランドとの実際のインターフェイス、行動、態度の中で描写するというもので、このアイデアは当初、マイケル・ジェイコブスとともに一連の研究で実現された。1997年、オグルヴィ社のグローバルナレッジマネジメントシステム「トリュフ」では、この概念を次のように説明した。「それぞれの強力なブランドには、そのブランドの価値観に親和性を持つ人々の種族(tribe)が存在する。この種族は一般的に、同じまたは非常に類似した購買行動を取り、ブランド（製品やサービス）に対するパーソナリティや特徴を共通の価値観、態度、思い込みの観点から理解できるいくつかの異なるコミュニティに分かれている。CustomerPrintsは、これらの明確な顧客グループの生きた本質を捉えた記述である。」
クーパー社は、サンフランシスコに本社を置き、ニューヨークにオフィスを構えるユーザ－エクスペリエンスデザインと戦略のコンサルティング会社である。1992年にアラン・クーパーとスー・クーパーによってカリフォルニア州メンローパークで「クーパー・ソフトウェア」という名前で設立され、1997年に「クーパー・インタラクション・デザイン」に社名を変更した。当初の顧客は主にシリコンバレーのソフトウェア会社やコンピュータ・ハードウェア会社だった。アラン・クーパーは、1992年の設立以来、同社の社長を務めている。
同社は「目的指向設計」という人間中心の方法論を採用しており、ユーザが望む最終状態とそこに到達するための動機を理解することの重要性を強調している。
2002年、クーパー社は、インタラクションデザイン、サービスデザイン、ビジュアルデザイン、デザインリーダーシップなどのトレーニング課程を一般に提供し始めた。
2017年、クーパー社は、ウィプロ・デジタル社の戦略的デザイン部門であるDesignitの一部となった。

## 利点
PruittとAdlinによると、ペルソナの使用は商品開発においていくつかの利点がある。顧客に関する抽象的なデータに個人的な人間の顔を載せているため、ペルソナは認知的に説得力がある。架空のペルソナの需要を考えることで、設計者は実際の人が何を必要としているかをよりよく推論できるようになる。このような推論は、ブレーンストーミング、ユースケースの指定、機能の定義に役立つ。PruittとAdlinは、ペルソナはエンジニアリングチームに伝えやすく、エンジニアや開発者などが顧客データを分かりやすい形式で吸収することができると主張している。彼らは、様々な開発プロジェクトにおいてコミュニケーションの目的で使用されたペルソナのいくつかの例を紹介している。
ペルソナはまた、他の方法では陥りやすい、よくある設計の落とし穴を防ぐのにも役立つ。1つ目は、クーパーが"The Elastic User"（融通性のあるユーザー）と呼んでいるもののために設計することである。これは、製品の意思決定を行う際に、様々なステークホルダーが自分たちの都合に合わせて「ユーザー」を定義することができることを意味する。ペルソナを定義することで、チームは実際のユーザーの目的、能力、文脈について共通の理解を持つことができる。また、ペルソナは、デザイナーや開発者が無意識のうちに、ターゲットユーザーとは大きく異なる自分たちのメンタルモデルを製品設計に投影してしまう「自己言及的設計」を防ぐのにも役立つ。その他、ペルソナは、設計者がターゲットユーザーが遭遇する可能性の高いケースに設計の焦点を合わせ、通常はターゲットユーザーには起こらないようなエッジケースではなく、ターゲットユーザーが遭遇する可能性の高いケースに設計の焦点を合わせておくことで、現実を確認することにも役立つ。クーパーによれば、当然適切に処理されるべきエッジケースはデザインの焦点にすべきではない。
ペルソナの利点をまとめると次のようになる。
- チームメンバーが様々なオーディエンスグループについての具体的で一貫した理解を共有するのに役立つ。
- 提案されたソリューションは、個々のユーザーペルソナの需要をどれだけ満たしているかによって導かれる。
- 人口統計によって表される顧客の抽象的なデータに人間の顔を乗せることで、人の共感を得やすくなる[5]。

## 批判
ペルソナに対する批判は、その根底にある論理の分析、実践への懸念、実証的結果という3つのカテゴリーに分類される。
科学的論理の観点からは、ペルソナは架空のものであるため、実際の顧客データとは明確な関係がなく、科学的とは考えられないと主張されてきた。ChapmanとMilhamは、ペルソナを科学的な研究方法として考える上で、主張されている欠陥について説明している。彼らは、与えられたデータから特定のペルソナに確実に働きかける手順がないため、そのようなプロセスは科学的な再現性のある研究方法の対象にはならないと主張した。

## 科学的研究
実証的な結果として、これまでの研究では、ステークホルダーからの逸話的なフィードバックなど、ペルソナの成功のためのソフトな測定基準が提示されている。Rönkköは、チームの政治やその他の組織的な問題が、あるプロジェクトでのペルソナ手法の限界につながったことを説明している。Chapman、Love、Milham、Elrif、Alfordは、調査データを用いて、（ペルソナのような）少数以上の属性を持つ記述は、実際の人々を記述する可能性が高いことを実証している。彼らは、ペルソナが実際の顧客を描写するものであると仮定することはできないと主張している。
Longが指揮した研究では、ペルソナの使用について、Cooper、Pruittらの支持を主張している。この研究では、学生を3つのグループに分けて、それぞれにデザインの概要をまとめるように求めた。2つのグループではペルソナを使用し、1つのグループではペルソナを使用しなかった。ペルソナを使用した学生は、使用しなかったグループよりも高い授業評価を受けた。また、ペルソナを使用した学生は、使用しなかった学生に比べて、より優れたユーザビリティ属性を持つデザインを作成したと評価された。この研究はまた、ペルソナを使用することで、デザインチーム間のコミュニケーションが改善され、ユーザーに焦点を当てたデザインの議論が促進される可能性があることを示唆している。ただし、この研究にはいくつかの制限があった。成果の評価が仮説に無自覚な教授と学生によって行われたこと、学生はランダムではない方法でグループに割り振られたこと、所見が再現されていないこと、その他の要因や期待効果（ホーソン効果やピグマリオン効果など）が制御されていないことである。

## データ駆動型ペルソナ
データ駆動型ペルソナ（data-driven persona、定量的ペルソナ(quantitative persona)とも呼ばれる）が、McGinnとKotamrajuによって提案されている。これは、定性的ペルソナ(qualitative persona)生成の欠点（#批判節を参照）に対処できると主張されている。
彼らは、データ駆動型ペルソナ開発のために、クラスタリング、因子分析、主成分分析、潜在意味解析、非負行列因子分解などの方法を提案してきた。これらの方法は一般的に数値的な入力データを取り、その次元を縮小し、データ内のパターンを記述する高レベルの抽象化（クラスタ、成分、因子など）を出力する。これらのパターンは一般的に「骨格的な」(skeletal)ペルソナとして解釈され、ペルソナ化された情報（名前、顔写真など）で強化される。定量的なペルソナに定性的な洞察を加えて、混合法ペルソナ（mixed method personas、ハイブリッド・ペルソナとも呼ばれる）を生成することもできる。